# Папагалоподобни
Папагалоподобните (Psittaciformes) са разред включващ около 342 вида птици, най-често групирани в две семейства: Какадута (Cacatuidae) и Папагалови (Psittacidae). Те са дребни и средни по размери птици; много от видовете имат ярко и многоцветно оперение. Всички представители на разреда притежават характерните извити надолу човки, чиято горна половина е подвижно свързана с черепа. Пръстите на краката са групирани два напред и два назад, подобно на кълвачите.
Някои систематики поставят таксона Loriinae като трето семейство (вместо като част от Psittacidae) или струпват Cacatuidae и Psittacidae в едно голямо семейство. По-разпространеното виждане е, че Cacatuidae се отличават достатъчно—с подвижния си гребен, различна подредба на сънните артерии, жлъчен мехур, различни черепни кости и композиция на перата,—за да бъдат разглеждани като различно семейство.

## Разпространение
Разпространени са югоизточна Азия, Индия, западна Африка, Австралия, Южна Америка и Централна Америка. В някои по-южни части на Европа някои видове са се
климатизирали добре и са сравнително често срещани в диво състояние.

## Класификация
Познати са 342 вида птици от разред папагалоподобни. От тях папагалите са 321 вида, а какаду – 21.
303-те вида от семейство папагалови са разпределени в 7 подсемейства, разпространени в тропическите райони на планетата. Семейство какаду се счита за отделно от папагалите семейство птици, които са разпространени в Австралия, Нова Гвинея и много от островите на Малайския архипелаг.
Разред Папагалоподобни
- Надсемейство Cacatuoidea G.R. Gray, 1840
  - Семейство Какадута (Cacatuidae) Gray, 1840
    - Подсемейство Cacatuinae
    - Подсемейство Черни какадута (Calyptorhynchinae)
    - Подсемейство Nymphicinae
- Надсемейство Същински папагали (Psittacoidea) Rafinesque-Schmaltz, 1815
  - Семейство Папагалови (Psittacidae) Illiger, 1811
    - Подсемейство Неотропични папагали (Arinae) – 160 вида, срещащи се в Централна иЮжна Америка.
    - Подсемейство Палеотропични папагали (Psittacinae) – 63 вида, разпространени в Африка, Южна и Югоизточна Азия.

  - Семейство Psittaculidae
    - Подсемейство Agapornithinae
    - Подсемейство Лорита (Loriinae) – 54 вида, разпространени в Австралия, Малайския архипелаг и Океания.
    - Подсемейство Платицерсини (Platycercinae) – 25 вида, срещащи се в Австралия, Малайски архипелаг и Океания.
    - Подсемейство Psittacellinae
    - Подсемейство Psittaculinae – включва триб Папагали-джуджета: 6 вида, типични само за Нова Гвинея.

  - Семейство Psittrichasiidae
    - Подсемейство Coracopseinae
    - Подсемейство Гологлави папагали (Psittrichasinae)
- Надсемейство Новозеландски папагали (Strigopoidea) Bonaparte, 1849
  - Семейство Несторови папагали (Nestoridae) Bonaparte, 1849 – 2 вида (Кеа и Кака) от Нова Зеландия.
  - Семейство Strigopidae Bonaparte, 1849 – 1 вид (Какапо), обитаващ Нова Зеландия.

## Начин на живот и хранене
Предпочитат основно гористи местности, много от видовете имат добре развит социален инстинкт и живеят на ята или двойки. Много добре приспособени са към дървесния начин на живот, ловко се катерят между клоните и по стеблата на дърветата. По време на хранене използват успешно краката си за хващане и задържане на различни видове семена и плодове. Повечето са растителноядни и често специализирани в определен вид храна. С мощните си извити човки са способни да счупят черупките на много видове семена и плодове, които иначе са недостъпни за други видове животни.

## Размножаване
Моногамни птици, двойките често се задържат за цял живот. Гнездят в дупки и хралупи по дърветата. Малките се раждат голи и безпомощни, и най-често и двамата родители се грижат за тях.

## Допълнителни сведения
Папагалите са едни от най-предпочитаните за домашни любимци птици. Това се дължи на красивото им многоцветно оперение, на силно развитите им социални инстинкти, на способността им да имитират звуци и да заучават думи, и не на последно място е голямата им продължителност на живота, която при по-едрите видове е съизмерима с тази на човека.
Макар че се неимоверно любвеобилни, интересни и забавни, папагалите не бива да се отглеждат в стая, в която живеят малки деца. Някои видове може да разпространяват папагалската болест – пситакозата От 1650 г. Човек е унищожил най-малко 22 вида папагали, изчезнали завинаги от лицето на Земята.Заради яркото им пъстроцветно оперение и забавното поведение, много видове папагали са предпочитани като кафезни любимци 
Най-богатата в България колекция от папагали се съхранява в Националния природонаучен музей при БАН. Тя съдържа 58 вида и 34 рода от тропиците и субтропиците на всички континенти. Най-редки в нея са изчезналият каролински папагал (Conitropsis carolinensts) и сововият папагал (какапо) (Strigops habroptilus).